# Станомиру (Валча)
Станомиру (рум. Stanomiru) насеље је у Румунији у округу Валча у општини Затрени. Oпштина се налази на надморској висини од 233 m.

## Становништво
Према подацима из 2002. године у насељу је живело 194 становника, од којих су сви румунске националности.